# Jequitinhonha (miasto)
Jequitinhonha – miasto i gmina w Brazylii, w stanie Minas Gerais. Znajduje się 685 km od Belo Horizonte, nad rzeką Jequitinhonha. Głównymi źródłami dochodu to hodowla i rolnictwo na własne potrzeby.